# Линейные корабли типа «Сент-Винсент»
Тип «Сент-Винсент» (англ. St. Vincent) — серия из трёх британских линейных кораблей, построенных в 1908—1910 годах. Эволюционное развитие проекта «Дредноут» с новыми 50-калиберными пушками Mk.XI. Участвовали в Ютландском сражении.

## Конструкция
Из двадцати 102 мм орудий восемь установили на крышах башен и двенадцать на надстройках.
Толщина пояса в районе миделя 254 мм. Корабли имели противоторпедную переборку простирающуюся по всей длине корпуса и доходящую до двойного дна, как линейных кораблях типа «Беллерофон».

### Вооружение
Основным вооружением были десять 305-мм 50-калиберных орудий Mk.XI в пяти башенных установках Mk.XI. Носовая башня «А» была расположена на полубаке. Увеличение длины ствола орудий с 45 до 50 калибров было вызвано увеличением ожидаемых боевых дистанций. Более длинные орудия отличались увеличением скорости снаряда с 869 до 917 м/сек при том же его весе. С расстояния 3000 ярдов бронепробиваемость по вертикальной плите возросла на дюйм. Недостатком было уменьшение точности попадания.
Орудие Mk.XI, длиною 50 калибров, имело ствол, скреплённый проволокой, и картузное заряжание с поршневым затвором системы Велина. Максимальный угол возвышения орудий — 15°. Стрельба бронебойным 386-кг снарядом на максимальном угле возвышения ствола орудия обеспечивала дальность выстрела, равную 19 380 м. Заряжание производилось при постоянном угле возвышения 5°, а скорострельность составляла порядка полутора выстрелов в минуту.
При вступлении в строй корабля вооружение из двадцати 4-дюймовых орудий размещалось на надстройках. Орудия с передней орудийной башни вскоре убрали, несмотря на защищающий от дульных газов экран.
Во время переоборудования 1916 года противоминные пушки с башен сняли и перенесли на палубы мостиков и надстроек, а также установили щиты. В 1917 году часть орудий сняли, чтобы обеспечить вооружением малые корабли, осталось тринадцать пушек.
| Основные баллистические данные британских орудий главного калибра | Основные баллистические данные британских орудий главного калибра | Основные баллистические данные британских орудий главного калибра | Основные баллистические данные британских орудий главного калибра | Основные баллистические данные британских орудий главного калибра | Основные баллистические данные британских орудий главного калибра |
| Калибр (мм)                                                       | 305                                                               | 305                                                               | 343                                                               | 343                                                               | 381                                                               |
| ----------------------------------------------------------------- | ----------------------------------------------------------------- | ----------------------------------------------------------------- | ----------------------------------------------------------------- | ----------------------------------------------------------------- | ----------------------------------------------------------------- |
| Марка                                                             | X                                                                 | XI                                                                | V                                                                 | V                                                                 | 1                                                                 |
| Длина ствола (калибров)                                           | 45                                                                | 50                                                                | 45                                                                | 45                                                                | 42                                                                |
| Вес орудия без замка (кг)                                         | 57 708                                                            | 66 700,4                                                          | 76 198,4                                                          | 76 198,4                                                          | 98 704,4                                                          |
| Вес снаряда (кг)                                                  | 385,55                                                            | 385,55                                                            | 566,98                                                            | 635,02                                                            | 870,89                                                            |
| Вес заряда (кг)                                                   | 117                                                               | 139,25                                                            | 132,9                                                             | 134,78                                                            | 194,1                                                             |
| Начальная скорость снаряда (м/с)                                  | 869,25                                                            | 918,051                                                           | 787                                                               | 762,5                                                             | 747,25                                                            |
| Бронепробиваемость снаряда (мм) у дульного среза                  | 406                                                               | 426                                                               | 439                                                               | 439                                                               | 457                                                               |
| Скорость снаряда (м/с) на дистанции 9140 м                        | 579,5                                                             | 610                                                               | 579,5                                                             | 554,25                                                            | 554,25                                                            |
| Энергия снаряда (мкг) на дистанции 9140 м                         | 6 587 723                                                         | 7 299 976                                                         | 9 688 010                                                         | 10 287 316                                                        | 14 107 700                                                        |
| Бронепробиваемость снаряда (мм) на дистанции 9140 м               | 259                                                               | 284                                                               | 320                                                               | 318                                                               | 356                                                               |

### Бронирование
Толщина главного пояса была 254 мм, меньшая, чем у «Дредноута». По оценкам, эта броня поражалась 280-мм снарядом немецкого «Нассау» на дистанции до 6,25 мили (≈10 км).

### Силовая установка
Силовая установка кораблей типа «Сент-Винсент» состояла из двух комплектов паровых турбин Парсонса с прямой передачей на валы.
Номинальная мощность силовой установки составляла 24 500 л. с., что должно было обеспечить скорость в 21 узел.
Все три корабля на заводских испытаниях развили скорость, больше проектной, показав при полной мощности во время 30-часового пробега следующие результаты: мощность механизмов «Коллингвуд» — 26 319 л. с., скорость 21,5 узла, «Сен-Винсент» — 25 900 л. с., 21,7 узла, «Вэнгард» — 25 800 л. с., 22,1 узла.

## Представители
| Название       | Судоверфь                                            | Закладка        | Спуск на воду    | Вошел в строй  | Судьба                                                           |
| -------------- | ---------------------------------------------------- | --------------- | ---------------- | -------------- | ---------------------------------------------------------------- |
| «Сент-Винсент» | Девонпорт, Англия                                    | 30 декабря 1907 | 10 сентября 1908 | 3 мая 1909     | продан на слом, 1921                                             |
| «Коллингвуд»   | Девонпорт, Англия                                    | 3 февраля 1907  | 7 ноября 1908    | 19 апреля 1910 | продан на слом, 1922                                             |
| «Вэнгард»      | Vickers, Sons & Maxim Ltd. Барроу-ин-Фернесс, Англия | 2 апреля 1908   | 22 февраля 1909  | 1 марта 1910   | погиб от взрыва боезапаса 9 июля 1917 стоя на якоре в Скапа-Флоу |

## Оценка проекта
|                                 | «Беллерофон»             | «Норт Дакота»            | «Сент Винсент»           | «Нассау»                         |
| ------------------------------- | ------------------------ | ------------------------ | ------------------------ | -------------------------------- |
| Год закладки                    | 1906                     | 1907                     | 1907                     | 1907                             |
| Год ввода в строй               | 1909                     | 1910                     | 1909                     | 1909                             |
| Водоизмещение нормальное, т     | 18 800                   | 20 320                   | 19 560                   | 18 873                           |
| Полное, т                       | 22 102                   | 22 229                   | 23 030                   | 20 535                           |
| Тип СУ                          | ПТ                       | ПТ                       | ПТ                       | ПМ                               |
| Мощность, л. с.                 | 23 000                   | 25 000                   | 24 500                   | 22 000                           |
| Максимальная скорость, узл      | 20,75                    | 21                       | 21                       | 19,5                             |
| Дальность, миль (на ходу, узл.) | 5720 (10)                | 6560 (10)                | 6900 (10)                | 8000 (10)                        |
| Бронирование, мм                |                          |                          |                          |                                  |
| Пояс                            | 254                      | 279                      | 254                      | 290                              |
| Палуба                          | 76                       | 35—63                    | 76                       | 55—80                            |
| Башни                           | 279                      | 305                      | 279                      | 280                              |
| Барбеты                         | 254                      | 254                      | 229                      | 265                              |
| Рубка                           | 279                      | 292                      | 279                      | 400                              |
| Схема размещения вооружения     |                          |                          |                          |                                  |
| Вооружение                      | 5×2×305/45 20×1×102 3 ТА | 5×2×305/45 14×1×127 2 ТА | 5×2×305/50 20×1×102 3 ТА | 6×2×280/45 12×1×150 16×1×88 6 ТА |